# Kasteel Terhove

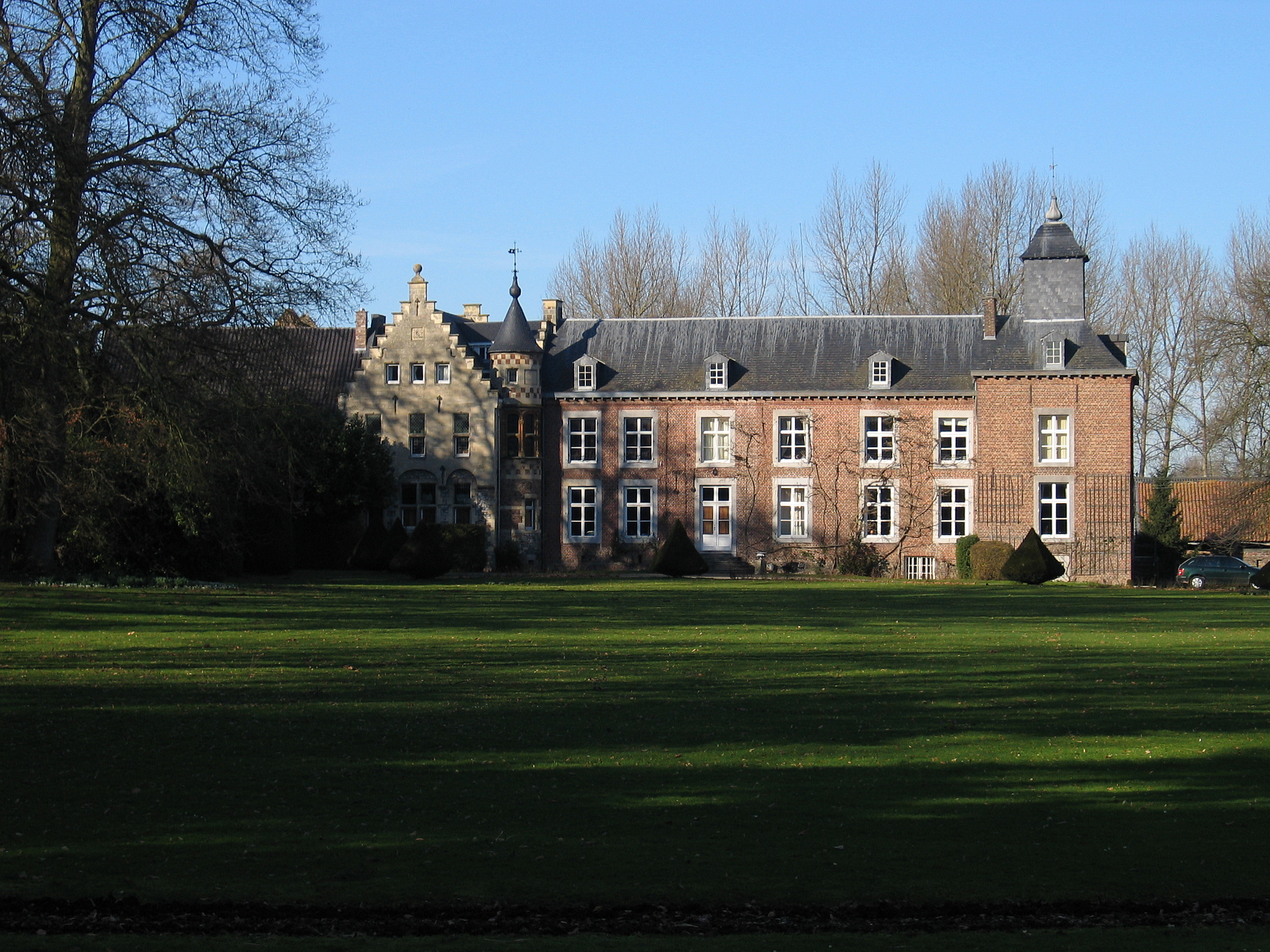
Kasteel Terhove

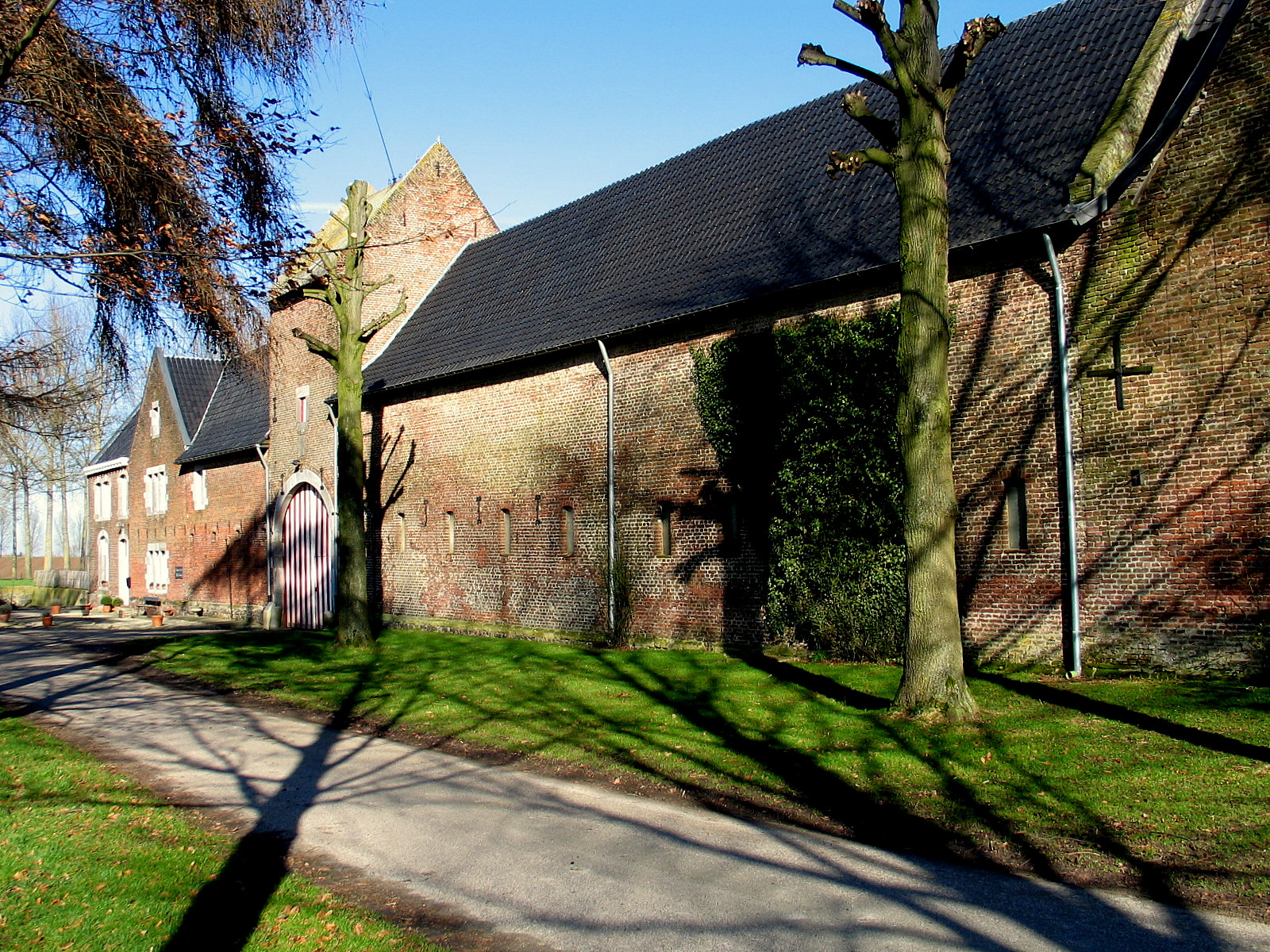
Het Pachthuis, voormalige pachthoeve van het Kasteel Terhove

Het kasteel Terhove ligt aan de oostzijde van Bommershoven, een deelgemeente van Borgloon in de Belgische provincie Limburg. Het kasteel ligt aan de rand van de Mombeek.
Oorspronkelijk lag hier een Romeinse villa. In de Middeleeuwen was hier een proosdij van de Abdij van Corbie gevestigd van waaruit de abdijgoederen in de omgeving werden bestuurd. 

## Geschiedenis
In 2001 stopte de pachtboer met zijn activiteiten in de pachthoeve van het kasteel. De hoeve werd tussen 2004 en 2008 uitgebaat als chambres d'hôtes de charme Het Pachthuis.
Het hoge bakstenen poortgebouw met zadeldak bevat een wapenschild en de vermelding anno 1723. De deurlatei draagt het opschrift In Concordia Humilitate (1759).
Alhoewel Terhove administratief tot Borgloon behoort heeft het geschiedkundig meer binding met Widooie. Men noemt het ook Hof van Corbie (zie hiervoor het artikel over Widooie).